# 栗原仙之助
栗原 仙之助（くりはら せんのすけ、弘化4年（1847年） - 明治2年5月11日（1869年6月20日））は、幕末期の唐津藩士。後、新選組隊士。
戊辰戦争で上野戦争に敗戦後、輪王寺宮を護衛して会津へ向かう。
各地を転戦した後、仙台で榎本武揚艦隊らと合流。蝦夷地渡航に際して、土方歳三配下の新選組に入隊した。
箱館戦争に参戦し、新政府軍による箱館総攻撃で戦死。享年23。